# Erik Adolf Saudek
Erik Adolf Saudek (18. října 1904 Vídeň,  Rakousko-Uhersko – 16. července 1963 Sozopol, Bulharsko) byl český překladatel, převážně z angličtiny (Shakespeare), němčiny (Goethe) a francouzštiny (Moliere). I jeho otec Emil Saudek (1876–1941) byl překladatel a propagátor české literatury (např. O poezii Otokara Březiny, Pod oblohou Otokara Březiny).

## Biografie
Studoval střední školu ve Vídni, v Praze pak germanistiku, komparatistiku a dramaturgii na Filozofické fakultě UK. Publikoval v časopisech Cesta, Host, Listy pro umění a kritiku, Komedie, Kritický měsíčník (recenze, kritiky, úvahy). Od roku 1927 překládá Goetha se svým učitelem Otokarem Fischerem a překladatelství se stává jeho hlavním zaměřením. V roce 1929 uvádí jako režisér první české provedení Goethova Fausta ve Fischerově překladu v holešovické Legii malých. Za okupace, kdy byl z rasových důvodů vyřazen z veřejné činnosti,  vydává některé překlady pod jménem přítele Aloyse Skoumala (Zkrocení zlé ženy, Hamlet). 
Po osvobození Československa podepsal v roce 1946 prokomunistické „Májové poselství kulturních pracovníků českému lidu!“ publikované před květnovými volbami do Ústavodárného Národního shromáždění. Tento předvolební manifest komunistů podepsalo celkem 843 kulturních pracovníků a komunisté volby vyhráli. Dále připojil svůj podpis pod výzvu prokomunistické inteligence Kupředu, zpátky ni krok!, jež byla publikována dne 25. února 1948 na podporu komunistického převratu. V této výzvě se prezentoval jako spisovatel. V jiném příspěvku k pracovní konferenci spisovatelů-komunistů, konané dne 21. listopadu 1948, odsoudil „maloměšťácký utopický kosmopolitalismus některých děl Čapkových“ a burcoval dělnickou mládež k tomu, aby začala psát v novém duchu.
Po válce se stal dramaturgem Realistického divadla (1945–1946), divadelním kritikem Lidových novin (1947–1948) a dramaturgem Národního divadla (1949–1953).
Jeho manželkami byly herečka Eva Vrchlická, poté překladatelka Věra Saudková (roz. Davidová), neteř Franze Kafky. S druhou jmenovanou měl čtyři syny a dceru.
Utonul o dovolené 16. července 1963 v Černém moři u bulharského Sozopolu.

## Ocenění
- 1955 Státní cena

## Překlady
Saudek se nesnažil  o tzv. věrný překlad, šlo mu spíše o postižení vnitřního smyslu předlohy a dobového koloritu. K tomu využíval i hovorové češtiny a umísťování nejzávažnějších slov na konec veršů, kde byly rýmem zdůrazněny. Zásadní význam má jeho 15 překladů nejhranějších Shakespearových her, na kterých pracoval od roku 1936 (Julius Caesar) až do své smrti (nedokončený překlad Troilus a Cressida).
- Joseph Conrad: Náhoda (1932, s R. Wellkem), Zlatý šíp (1934)
- Johann Wolfgang Goethe: Utrpení mladého Werthera (1927, s O. Fischerem), Viléma Meistera léta učednická (1928, s Vojtěchem Jirátem), Spříznění volbou (1932, s O. Fischerem), Torquato Tasso (1931)
- Gerhart Hauptmann: Před západem slunce (1933)
- Ernst Theodor Wilhelm Hoffmann: Zachýsek zvaný Rumělka – Zlatý kořenáč (1961)
- Gottfried Keller: Lidé seldwylští (1934)
- Labuť a růže (1966, překlad poezie od Shakespeara k Rilkovi, uspořádal A. Skoumal)
- Molière: Jíra Danda (1949), Lakomec (1959)
- Růže ran (výbor z německé barokní lyriky, pod pseud. Karel Brož)
- William Shakespeare: Julius Caesar (1936), Král Lear (1957), Večer tříkrálový (1937), Sen noci svatojánské (1938), Romeo a Julie (1938), Veselé windsorské paničky (1939), Zkrocení zlé ženy (1939, jako A. Skoumal), Hamlet (1941, jako A. Skoumal), Jak se vám líbí (1947), Othello (1949), Benátský kupec (1955), Makbeth (1957), Coriolanus (1959), Antonius a Kleopatra (1961), Troilus a Kressida (nedokončeno)
- Thornton Wilder: Most Svatého Ludvíka krále (1930)
- Jasnější než slunce. Udmurtská báseň. Praha – Moskva 4, 1949, 11–12, s. 354.